# Klinikum Erding

Eingangsbereich Klinikum Erding

Das Klinikum Landkreis Erding ist das in der Großen Kreisstadt Erding bei München gelegene Akademische Lehrkrankenhaus der Technischen Universität München. Das Klinikum Landkreis Erding ist ein kommunales Krankenhaus der gehobenen Grund- und Regelversorgung und befindet sich in 100%iger Trägerschaft des Landkreises Erding. Es verfügt über einen zweiten Standort in Form der Klinik Dorfen.
In elf medizinischen Abteilungen mit 352 Betten werden jährlich an 2 Standorten rund 16.500 Patienten stationär versorgt. Das Klinikum bietet das klassische Spektrum an operativer und konservativer Medizin und stellt durch ein Herzkatheterlabor, eine komplette radiologische Diagnostik und eine eigene Schlaganfalleinheit eine umfassende Notfallversorgung der Bevölkerung sicher. Im ambulanten Bereich werden ca. 15.000 Patienten versorgt. Es besteht eine Kooperation mit dem Klinikum rechts der Isar der Technischen Universität München. 

## Geschichte
Im Jahre 1444 wurde die Hl. Geist-Spital Kirche in Erding gegründet. Es wurde in Doppelfunktion betrieben und diente als Krankenhaus und Altersheim.
Das erste Krankenhaus in Erding lässt sich auf das Jahr 1751 datieren. Zu dieser Zeit hatten die Angehörigen die Krankenpflege und die Verpflegung zu erbringen.
1847 übernahm der Orden der Barmherzigen Schwestern die Pflege der Patienten. Dadurch kam es zu einer deutlichen Verbesserung der Versorgung der Patienten. 
Eine weitere Verbesserung der medizinischen Versorgung trat mit der Errichtung des neuen städt. Krankenhauses im Jahre 1883/84 ein. 
Als Reaktion auf die gesellschaftlichen Prozesse wurde ab 1966 das uns bekannte Kreiskrankenhaus geplant, gebaut und im Jahre 1973 eröffnet.

## Berufsfachschulen am Klinikum Erding
Das Klinikum Erding verfügt über zwei Berufsfachschulen:
- Die Berufsfachschule für Krankenpflege besteht seit 2009 und bildet Gesundheits- und Krankenpfleger aus.
- Die Berufsfachschule für Krankenpflegehilfe besteht seit 1970 und bildet Krankenpflegehelfer aus.

Die Berufsfachschulen bieten staatlich anerkannte Ausbildungen in den Bereichen
- Krankenpflegehelfer
- Gesundheits- und Krankenpflege

Ausbildungsbegleitend können folgende Bachelor-Studiengänge absolviert werden
- Health Care Studies (Bachelor of Science)
- Pflege Dual (Bachelor of Science (B.Sc.)) in Kooperation mit der Technischen Hochschule Deggendorf[5]